# Торберґур Тордарсон
Заголовок цієї статті — це ісландське ім'я, де Торберґур — особове ім'я, а Тордарсон — ім'я по батькові. 
То́рберґур То́рдарсон (ісл. Þórbergur Þórðarson; *12 березня 1888, Гала-і-Судурсвейт — †12 листопада 1974, Рейк'явік) — ісландський соціалістичний письменник та есперантист. 30 червня 2006 року в його рідному місті було відкрито музей та культурний центр Торберґссетур (Þórbergssetur).